# سالافر (آن)
سالافر (بالفرنسية: Salavre)‏ هي بلدية فرنسية تقع في إقليم الآن في فرنسا. رمز إنسي لها هو:1391. أما الرمز البريدي لها فهو: 1270.